# Ахариус, Эрик
Э́рик Аха́риус (Аха́рий) (швед. Erik Acharius; 10 октября 1757, Евле — 14 августа 1819, Вадстена) — шведский ботаник, миколог, «отец лихенологии».
Разработал и установил систематику лишайников.

## Краткая биография
В 1773 поступил в Упсальский университет и был одним из последних студентов великого Карла Линнея. Позже он работал для Королевской Академии Наук в Стокгольме и закончил своё медицинское образование в 1782 в Лундском университете. С 1789 он занимал должность провинциального медика в городе Вадстена, где и умер в 1819.

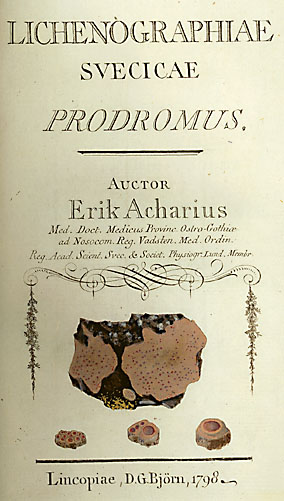
Титульная страница труда Ахариуса «Начала лихенографии Швеции» (1798)

Ахариус принадлежал к младшему поколению шведских ботаников, которые продолжили то, что Линней оставил незавершенным. Научная работа Ахариуса была посвящена лишайникам. Он сделал для лихенологии то, что Фрис сделал для микологии, а Ламарк для зоологии беспозвоночных — предложил последовательную и производительную систему большой группы организмов. Как известно, Линней поместил около 90 видов лишайников вместе с печёночниками в сборный род Lichen. Ахариус описал много новых видов и сгруппировал их в 40 отдельных родов.
Член Шведской королевской академии наук (1796), Лондонского Линнеевского общества (1801), Королевского общества наук в Упсале (1810).
После смерти Ахариуса его коллекция лишайников была продана Финскому музею естественной истории в Хельсинки. Однако, большую часть его коллекции оставили в Швеции, и сейчас она находится в Ботаническом музее в Упсале и включает более чем 60 типовых таксонов, описанных Ахариусом. Коллекции семенных и споровых растений, собранные Ахариусом, хранятся в Ботаническом музее в Лунде.
Рукописи сосредоточены в библиотеке Упсальского университета.

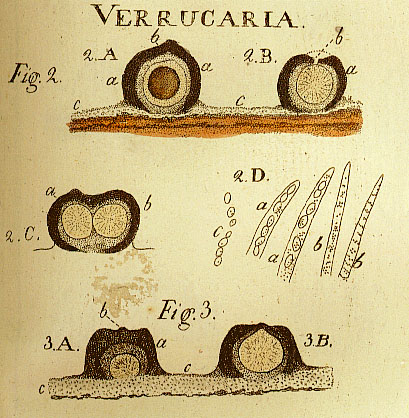
Изображение из Lichenographia universalis

## Именем Ахариуса названы
Растения:
- Acharia Thunb.
- Aphyteia acharii Steud.
- Hydnora acharii Thunb. ex Hook.f.
- Rosa acharii Billb.

Насекомое:
- Tortrix achariana

## Основные труды
- Lichenographiæ suecicæ prodromus (Linköping, 1798) — «Начала лихенографии Швеции»;
- Methodus qua omnes detectos lichenes (Stockholm, 1803) — «Методы, с помощью которых каждый сможет определять лишайники»;
- Lichenographia universalis (Göteborg, 1810) — «Универсальная лихенография»;
- Synopsis methodica Lichenum (Lund, 1814).